# 馬斯利伊
50°10′9″N 36°2′49″E / 50.16917°N 36.04694°E
馬斯利伊（烏克蘭語：Маслії）是位於烏克蘭東部的村莊，由哈爾科夫州哈爾科夫區的德爾哈奇市鎮負責管轄。該村始建於1680年，面積0.31平方公里，海拔高度170米，2001年人口18，人口密度每平方公里58.4人。